# This Boy
"This Boy" er B-siden på det engelske rockband The Beatles' femte single "I Want to Hold Your Hand/This Boy", der blev udgivet i Storbritannien den 29. november 1963. Da singlen havde over en million forhåndsbestillinger i Storbritannien, røg den omgående til tops på hitlisterne. Efter en uge havde den overtaget førstepladsen fra the Beatles' forrige single She Loves You/I'll Get You, der røg ned på en andenplads.

## Komposition og baggrund
"This Boy" blev skrevet af John Lennon og Paul McCartney i fællesskab på et hotelværelse et eller andet sted. Man kender hverken datoen eller stedet. Det var inspireret af Motown-stjernen Smokey Robinson. John Lennon har udtalt:
 Bare mit forsøg på at skrive en af de trestemmige Smokey Robinson-sange

Paul McCartney har sagt:
 "This Boy" var en anden hotel-værelses sang, to senge, en eftermiddag et eller andet sted, var vi ankommet omkring klokken et. Vi havde et par timer at slå ihjel, så vi tænkte: "Nå, lad os skrive en sang". Det var ligesom hotellet, hvor vi skrev "She Loves You". Det er sjovt - jeg husker værelset og sengenes placering: John og jeg sad på to enkeltsenge, GPlan-møblerne, det britiske hotel med olivengrøn og orange overalt, den vidunderlige kombination, farverne på opkast.
Den var meget samskrevet. Vi ville lave en tæt-harmonisk ting, vi kunne lide harmonier, og vi var ret gode til dem. Vi plejede at lave en tæt harmonisk version af Teddy Bears' "To Know Her Is to Love Her", hvilket var godt for alsidigheden i bandet. Vi var ikke kun til rock'n roll; vi kunne ændre tempoet, hvilket altid var rart efter at havde spillet i tre timer. Så dette var vores forsøg på at skrive en af dem. Vi skrev den i tostemmigt harmoni og lagde så den tredje del ind, som George kunne synge. Det var noget af en start for os, nærharmoni-tingen; vi havde faktisk aldrig prøvet at skrive sådan noget.

Sangen er skrevet i D-dur og står i 6/8 takt. Den kredser om en 1950'er-stil: I-vi-ii-V doo-wop-sekvens, før den flyttes til det harmonisk komplekse kontraststykke (middle-eight) (G-F#7-Bm-D7-G-E7-A-A7) og tilbage igen til det sidste vers og fade-out. Kontraststykket var oprindelig tænkt til at skulle være en guitarsolo, men under indspilningsprocessen blev det ændret til at være en sangsekvens.

## Indspilning
Nummeret blev indspillet den 17. oktober 1963 og blev produceret af George Martin. For første gang blev der brugt en fire-spors båndoptager, hvilket gav en del nye muligheder, og der blev lavet 17 optagelser af sangen. A-siden I Want to Hold Your Hand, en version af You Really Got a Hold on Me og gruppens første fan-club-julesingle blev også indspillet den dag.
En instrumental version af "This Boy", orkestreret af George Martin, blev brugt som underlægningsmusik til en scene med Ringo Starr i filmen A Hard Day's Night, hvor han går rundt alene i London og bl.a. fotograferer. Denne udgave blev kaldt "Ringo's Theme (This Boy)" og blev udgivet som single den 7. august 1964 med And I Love Her på A-siden, men den lykkedes ikke med at komme på hitlisten i Storbritannien. Den nåede dog nummer 53 i den amerikanske Top 100 senere samme år.

## Udgivelse
"This Boy" blev udgivet i Storbritannien den 29. november 1963 som B-side til "I Want to Hold Your Hand". Over en million forudbestillinger gjorde, at singlen røg direkte ind på hitlisterne., og inden for en uge havde den overtaget førstepladsen fra She Loves You, der nu optog andenpladsen.
"I Want to Hold Your Hand" blev udgivet som single i USA med I Saw Her Standing There på B-siden den 26. december 1963, hvilket kom til at betyde, at "This Boy" først blev udgivet i januar 1964 på Meet the Beatles!, som var Capitol Records' rekonfigurerede version af With the Beatles-albummet.

## Musikere
- John Lennon – sang, rytmeguitar
- Paul McCartney – sang, bas
- George Harrison – singleguitar, baggrundssang
- Ringo Starr – trommer